# Bruno Rangel
Bruno Rangel Domingues, mais conhecido como Bruno Rangel (Campos dos Goytacazes, 11 de dezembro de 1981 — La Unión, 28 de novembro de 2016), foi um futebolista brasileiro que atuou como atacante. Até 2016, defendeu a Chapecoense. Foi uma das vítimas do Voo LaMia 2933 que resultou na morte de 71 pessoas que estavam no avião ao qual levava o time para a final da Copa Sul-Americana de 2016.

## Carreira

### Paysandu
No Papão, Rangel se destacou fazendo muitos gols pela equipe, e sendo o artilheiro do Campeonato Brasileiro da série C.

### Joinville e Metropolitano
No Joinville, Rangel teve bom aproveitamento, fazendo 13 gols em 34 partidas. E foi campeão brasileiro da série C pelo JEC. Antes de ir para a Chapecoense passou pelo Metropolitano, onde também teve uma boa passagem com 7 partidas, marcando duas vezes.

### Chapecoense

#### 2013
Bruno Rangel atuou em diversos clubes do Brasil. Após rápida passagem pelo futebol do Qatar, retornou à Chapecoense, em que se tornou o maior artilheiro de uma única edição da Série B do Campeonato Brasileiro, tendo alcançado a marca de 31 gols em 34 jogos.
Marcou contra o Cruzeiro seu primeiro gol no seu retorno à Chape, e a partida ficou 1–1 na Arena Condá.

#### 2015
No dia 28 de outubro de 2015, marcou dois gols contra o River Plate, da Argentina, pela Copa Sul Americana. Apesar da vitória por 2–1, não conseguiu a classificação para as semifinais.

#### 2016
Bruno Rangel é o maior artilheiro da história da Chapecoense, atingindo essa marca na partida Chapecoense 5–0 Avaí, válida pelo Campeonato Catarinense de 2016 superando Índio.
Além de campeão, foi o artilheiro do Campeonato Catarinense de 2016 com 10 gols marcados.
No dia 1 de junho de 2016, Rangel fez 3 gols contra o Coritiba, tornando-se o primeiro jogador da Chapecoense a fazer 3 gols em um jogo válido pelo Campeonato Brasileiro de Futebol - Série A.
No dia 31 de agosto, Bruno marcou dois gols na virada da Chape contra o Cuiabá, garantindo a classificação do time na Copa Sul-Americana.
Bruno Rangel atingiu mais uma marca importante pela Chapecoense. No jogo contra o Santa Cruz, na tarde de quarta-feira, pela 23ª rodada do Campeonato Brasileiro. O centroavante chegou a 80 gols com a camisa do Verdão do Oeste. Na partida, ele cobrou pênalti no fim do jogo. Com tranquilidade, deslocou o goleiro na hora da cobrança e tocou com categoria para a meta.
No dia 29 de outubro fez o seu décimo gol no Brasileirão, o último de sua carreira, de pênalti contra o Corinthians, na Arena Corinthians, em jogo válido pela 33ª rodada da competição.

## Morte
Ver artigo principal: Voo 2933 da Lamia
Bruno Rangel foi uma das vítimas fatais da queda do Voo 2933 da Lamia, no dia 29 de novembro de 2016. A aeronave transportava a equipe da Chapecoense para Medellín (Colômbia), onde disputaria a primeira partida da final da Copa Sul-Americana de 2016. Além da equipe da Chapecoense, a aeronave também levava 21 jornalistas brasileiros que cobririam a partida contra o Atlético Nacional (COL)., dando a vitória para a Chapecoense.

## Estatísticas
Até 2 de novembro de 2016.

### Clubes
| Clube             | Temporada         | Campeonato nacional | Campeonato nacional | Campeonato nacional | Copa nacional[a] | Copa nacional[a] | Copa nacional[a] | Competições continentais[b] | Competições continentais[b] | Competições continentais[b] | Outros torneios[c] | Outros torneios[c] | Outros torneios[c] | Total | Total | Total   |
| Clube             | Temporada         | Jogos               | Gols                | Assist.             | Jogos            | Gols             | Assist.          | Jogos                       | Gols                        | Assist.                     | Jogos              | Gols               | Assist.            | Jogos | Gols  | Assist. |
| ----------------- | ----------------- | ------------------- | ------------------- | ------------------- | ---------------- | ---------------- | ---------------- | --------------------------- | --------------------------- | --------------------------- | ------------------ | ------------------ | ------------------ | ----- | ----- | ------- |
| Ananindeua        | 2006              | 18                  | 8                   | 0                   | —                | —                | —                | —                           | —                           | —                           | —                  | —                  | —                  | 18    | 8     | 0       |
| Ananindeua        | 2007              | 0                   | 0                   | 0                   | —                | —                | —                | —                           | —                           | —                           | 21                 | 7                  | 0                  | 21    | 7     | 0       |
| Ananindeua        | Total             | 18                  | 8                   | 0                   | 0                | 0                | 0                | 0                           | 0                           | 0                           | 21                 | 7                  | 0                  | 39    | 13    | 0       |
| Baraúnas          | 2009              | 0                   | 0                   | 0                   | —                | —                | —                | —                           | —                           | —                           | 20                 | 1                  | 0                  | 20    | 1     | 0       |
| Baraúnas          | Total             | 0                   | 0                   | 0                   | 0                | 0                | 0                | 0                           | 0                           | 0                           | 20                 | 1                  | 0                  | 20    | 1     | 0       |
| Águia de Marabá   | 2009              | 7                   | 6                   | 0                   | —                | —                | —                | —                           | —                           | —                           | —                  | —                  | —                  | 7     | 6     | 0       |
| Águia de Marabá   | Total             | 7                   | 6                   | 0                   | 0                | 0                | 0                | 0                           | 0                           | 0                           | 0                  | 0                  | 0                  | 7     | 6     | 0       |
| Paysandu          | 2010              | 10                  | 8                   | 0                   | 2                | 1                | 0                | —                           | —                           | —                           | —                  | —                  | —                  | 12    | 9     | 0       |
| Paysandu          | Total             | 10                  | 8                   | 0                   | 2                | 1                | 0                | 0                           | 0                           | 0                           | 0                  | 0                  | 0                  | 12    | 9     | 0       |
| Guarani           | 2011              | —                   | —                   | —                   | 4                | 0                | 0                | —                           | —                           | —                           | 13                 | 1                  | 0                  | 17    | 1     | 0       |
| Guarani           | Total             | 0                   | 0                   | 0                   | 4                | 0                | 0                | 0                           | 0                           | 0                           | 13                 | 1                  | 0                  | 17    | 1     | 0       |
| Joinville         | 2011              | 13                  | 4                   | 0                   | —                | —                | —                | —                           | —                           | —                           | —                  | —                  | —                  | 13    | 4     | 0       |
| Joinville         | 2012              | 2                   | 0                   | 0                   | —                | —                | —                | —                           | —                           | —                           | 18                 | 9                  | 0                  | 20    | 9     | 0       |
| Joinville         | Total             | 15                  | 4                   | 0                   | 0                | 0                | 0                | 0                           | 0                           | 0                           | 18                 | 9                  | 0                  | 33    | 13    | 0       |
| Metropolitano     | 2012              | 7                   | 2                   | 0                   | —                | —                | —                | —                           | —                           | —                           | —                  | —                  | —                  | 7     | 2     | 0       |
| Metropolitano     | Total             | 7                   | 2                   | 0                   | 0                | 0                | 0                | 0                           | 0                           | 0                           | 0                  | 0                  | 0                  | 7     | 2     | 0       |
| Chapecoense       | 2013              | 34                  | 31                  | 5                   | —                | —                | —                | —                           | —                           | —                           | 14                 | 3                  | 0                  | 48    | 34    | 5       |
| Chapecoense       | Total             | 34                  | 31                  | 5                   | 0                | 0                | 0                | 0                           | 0                           | 0                           | 14                 | 3                  | 0                  | 48    | 34    | 5       |
| Al-Arabi          | 2013–14           | 7                   | 2                   | 0                   | —                | —                | —                | —                           | —                           | —                           | —                  | —                  | —                  | 7     | 2     | 0       |
| Al-Arabi          | Total             | 7                   | 2                   | 0                   | 0                | 0                | 0                | 0                           | 0                           | 0                           | 0                  | 0                  | 0                  | 7     | 2     | 0       |
| Chapecoense       | 2014              | 20                  | 3                   | 0                   | 1                | 0                | 0                | —                           | —                           | —                           | —                  | —                  | —                  | 21    | 3     | 0       |
| Chapecoense       | 2015              | 19                  | 9                   | 0                   | 3                | 3                | 1                | 2                           | 2                           | 0                           | 8                  | 3                  | 0                  | 32    | 17    | 1       |
| Chapecoense       | 2016              | 27                  | 10                  | 0                   | 4                | 1                | 0                | 6                           | 2                           | 0                           | 18                 | 10                 | 0                  | 55    | 23    | 0       |
| Chapecoense       | Total             | 65                  | 22                  | 0                   | 8                | 4                | 1                | 8                           | 4                           | 0                           | 26                 | 13                 | 0                  | 110   | 43    | 1       |
| Total na carreira | Total na carreira | 156                 | 83                  | 5                   | 16               | 5                | 1                | 8                           | 4                           | 0                           | 112                | 34                 | 0                  | 300   | 124   | 6       |

- a. ^ Jogos da Copa do Brasil
- b. ^ Jogos da Copa Sul-Americana
- c. ^ Jogos do Campeonato Catarinense, Campeonato Paraense e Campeonato Potiguar

## Títulos
Paysandu
- Campeonato Paraense: 2010

Joinville
- Campeonato Brasileiro - Série C: 2011

Chapecoense
- Campeonato Catarinense: 2016
- Copa Sul-Americana: 2016[10]

## Artilharias
Paysandu
- Campeonato Brasileiro - Série C: 2010 (9 gols)

Chapecoense
- Campeonato Brasileiro - Série B: 2013 (31 gols)
- Campeonato Catarinense: 2016 (10 gols)